# Pedro Carlos Cipolini
Dom Pedro Carlos Cipolini (Caconde, 4 de maio de 1952) é um bispo católico brasileiro. É irmão de Dom Luiz Antônio Cipolini, bispo de Marília. Dom Pedro é atual bispo da diocese de Santo André.

## Biografia
Doutor em teologia pela Pontifícia Universidade Gregoriana, em Roma, era professor da Pontifícia Universidade Católica de Campinas e pároco da Paróquia Nossa Senhora do Carmo, em Campinas, quando recebeu a nomeação para ser o segundo bispo diocesano de Amparo.
No dia 12 de outubro de 2010, recebeu a ordenação episcopal na Catedral Metropolitana de Campinas, tendo com sagrante principal Dom Bruno Gamberini, Arcebispo Metropolitano de Campinas, e como co-sagrantes: Dom Francisco José Zugliani, bispo emérito de Amparo e Dom Benedito Beni dos Santos, bispo de Lorena. Sua posse solene foi realizada no dia 24 de outubro na Catedral Nossa Senhora do Amparo.
Durante a 53ª Assembleia da CNBB, em 2015, foi eleito presidente da Comissão Episcopal Pastoral para Doutrina da Fé, para o período de 2015-2019.
No dia 27 de maio de 2015, foi transferido para a Sé de Santo André.